# 青山寺 (嘉祥)
35°19′48″N 116°18′15″E / 35.33000°N 116.30417°E
青山寺，位于山东省济宁市嘉祥县纸坊镇青山风景区，2006年被列为山东省文物保护单位，2013年被列为第七批全国重点文物保护单位。
青山寺始建年代无考，古称焦王祠，据旧县志记载：“武王克商，封神农之后于焦，世称焦王。”现青山东有东、西焦城村，有古焦王城遗址。宋徽宗崇宁元年（1102年）封焦王为宁应侯；宣和三年（1121年），改建为惠济公；次年重修焦王祠，改称惠济公庙。因祠庙位于青山，故俗称为青山寺。
青山寺占地面积约6000平方米，坐东朝西，依山而建，中轴线上的建筑有：泰山行宫坊、山门、惠济公大殿、寝殿、泰山行宫、玉皇庙，两侧有白玉宫、享殿、子母殿、万佛阁、关帝庙、迎客厅等建筑。泰山行宫坊位于青山脚下，明崇祯十一年鲁肃王朱寿镛（1638年）修建。主体建筑惠济公大殿面阔五间，南北长17.3米，东西宽6米，高约9米，歇山顶。
大殿南侧有神游洞，是一个天然溶洞，刘伯承曾在洞内指挥羊山战役。
- 泰山行宫坊
- 山门
- 惠济公大殿
- 寝殿
- 泰山行宫
- 神游洞